# 徳間インテリジェンスネットワーク
徳間インテリジェンスネットワーク（とくまインテリジェンスネットワーク、Tokuma intelligence network / 略称：TIN）は、1991年6月、徳間書店を中心とする徳間事業団各社の出資により組成されたグループ共同出資会社。

## 概要
徳間康快社長(当時)の号令の下、徳間事業団各社の出版・音楽・映像にわたるメディア・コンテンツを情報通信サービスへと企画開発提供する、政府のマルチメディア構想の具現化に準じた企業として設立された。

## 沿革
1991年4月末、ダイヤルQ2のパイオニア事業者であったダイヤルキューネットワークが、NTT自身の自主規制や入金サイトの変更が影響し破綻した。その際、ダイヤルキューネットワークの取締役数名が事業の継続を目指して複数の企業に法人・事業・営業権等の売却譲渡目的に複数の企業と交渉の元、常勤取締役として西山裕之、杉山全功が選任された。
ダイヤルキューネットワークと提携関係にあった大映がこの折衝に応じ、受け皿を徳間事業団各社から出資を募る格好で設立した新設法人が事業譲渡を受けるスキームを徳間康快社長に提案し、6月の実現に至った。
新設法人への出資は、徳間書店・大映の他、徳間ジャパン、徳間コミュニケーションズ、徳間プレスセンター、東京タイムズのグループ各社が応じ、各社から非常勤取締役も選任された。
移管された主要サービスを元に、常勤取締役・社員16名のダイヤルキューネットワークの役員社員に加え、折衝元の大映から後に社長となる藤井雅俊と別途社員数名が移動することとなった。
同社のビジョンは、グループ資産（当時の表現※は情報ソース※以下同様）をデジタルに進化させ（活用）、（マルチメディア）化すること。
東京タイムズをFAX新聞化するシステム構築や、スタジオジブリ・大映・徳間ジャパン･徳間書店インターメディア各社のアニメ・映画・音楽・ゲームなどのコンテンツを電話・FAXを利用した音声・画像の情報サービスの企画運営を行った。

## FAXゴルフ場カイドサービス(ダイヤルQとfaxサーバの組合せ)
バブル崩壊で市場が混乱した時代に、当時ゴルフ会員権相場にはじめて値動きがはじまる。つまり1冊1万円以上するゴルフ場ガイドと専用総務部担当の変わりに、100円〜程度の電話料金でから必要なゴルフコース情報をファックスfax入手できる、とメディアが取り上げた。
同コンテンツの情報元は徳間書店で、プロデュースには大映出身の志摩昌彦が就き、西山取締役と共にコンテンツを立ち上げ、サービス開始から運用までを務めた。